# Tommy Eliasson
Tommy Per Henry Eliasson (* 28. Februar 1980 in Boden) ist ein ehemaliger schwedischer Freestyle-Skier. Er startete in der Disziplin Skicross.

## Werdegang
Eliasson nahm von 1995 bis 2007 als Alpiner Skirennläufer vorwiegend an FIS-Rennen teil und startete im Skicross erstmals im Januar 2003 in Laax im Freestyle-Skiing-Weltcup, wobei er den 16. Platz errang. Im folgenden Jahr erreichte er in Pozza di Fassa mit dem sechsten Platz seine erste Top-Zehn-Platzierung im Weltcup. In der Saison 2004/05 kam er im Weltcup dreimal unter den ersten Zehn und errang mit dem neunten Platz im Skicross-Weltcup sein bestes Gesamtergebnis. Beim Saisonhöhepunkt, den Weltmeisterschaften 2005 in Ruka, wurde er Vierter. In der folgenden Saison fuhr er mit zwei Top-Zehn-Platzierungen auf den 11. Platz im Skicross-Weltcup. Bei den Weltmeisterschaften im März 2007 in Madonna di Campiglio kam er auf den neunten Platz. In der Saison 2007/08 belegte er mit vier Top-Zehn-Platzierungen den 14. Platz im Skicross-Weltcup und in der Saison 2008/09 mit zwei Top-Zehn-Platzierungen den 15. Rang im Skicross-Weltcup. Dabei erreichte er im Januar 2009 mit dem dritten Platz in St. Johann in Tirol seine einzige Podestplatzierung im Weltcup. Bei den Weltmeisterschaften 2009 in Inawashiro fuhr er auf den 18. Platz. In der Saison 2009/10 belegte er bei den Olympischen Winterspielen 2010 in Vancouver den 13. Platz und mit drei Top-Zehn-Ergebnissen den 13. Platz im Skicross-Weltcup. Seinen 48. und damit letzten Weltcup absolvierte er im März 2010 in der Sierra Nevada, welchen er auf dem 18. Platz beendete.

## Erfolge

### Olympische Spiele
- 2010 Vancouver: 13. Platz Skicross

### Weltmeisterschaften
- 2005 Ruka: 4. Platz Skicross
- 2007 Madonna di Campiglio: 9. Platz Skicross
- 2009 Inawashiro: 18. Platz Skicross

### Weltcupwertungen
| Saison  | Gesamt | Gesamt | Skicross | Skicross |
| Saison  | Platz  | Punkte | Platz    | Punkte   |
| ------- | ------ | ------ | -------- | -------- |
| 2002/03 | 93.    | 16     | 29.      | 48       |
| 2003/04 | 66.    | 14     | 18.      | 109      |
| 2004/05 | 33.    | 22     | 9.       | 131      |
| 2005/06 | 25.    | 25     | 11.      | 126      |
| 2006/07 | 77.    | 8      | 17.      | 40       |
| 2007/08 | 50.    | 18     | 14.      | 143      |
| 2008/09 | 54.    | 17     | 15.      | 156      |
| 2009/10 | 41.    | 18     | 13.      | 195      |